# Portret hrabiny Chinchón

Portret Marii Teresy Burbon y Vallabriga w wieku trzech lat, Goya, 1783

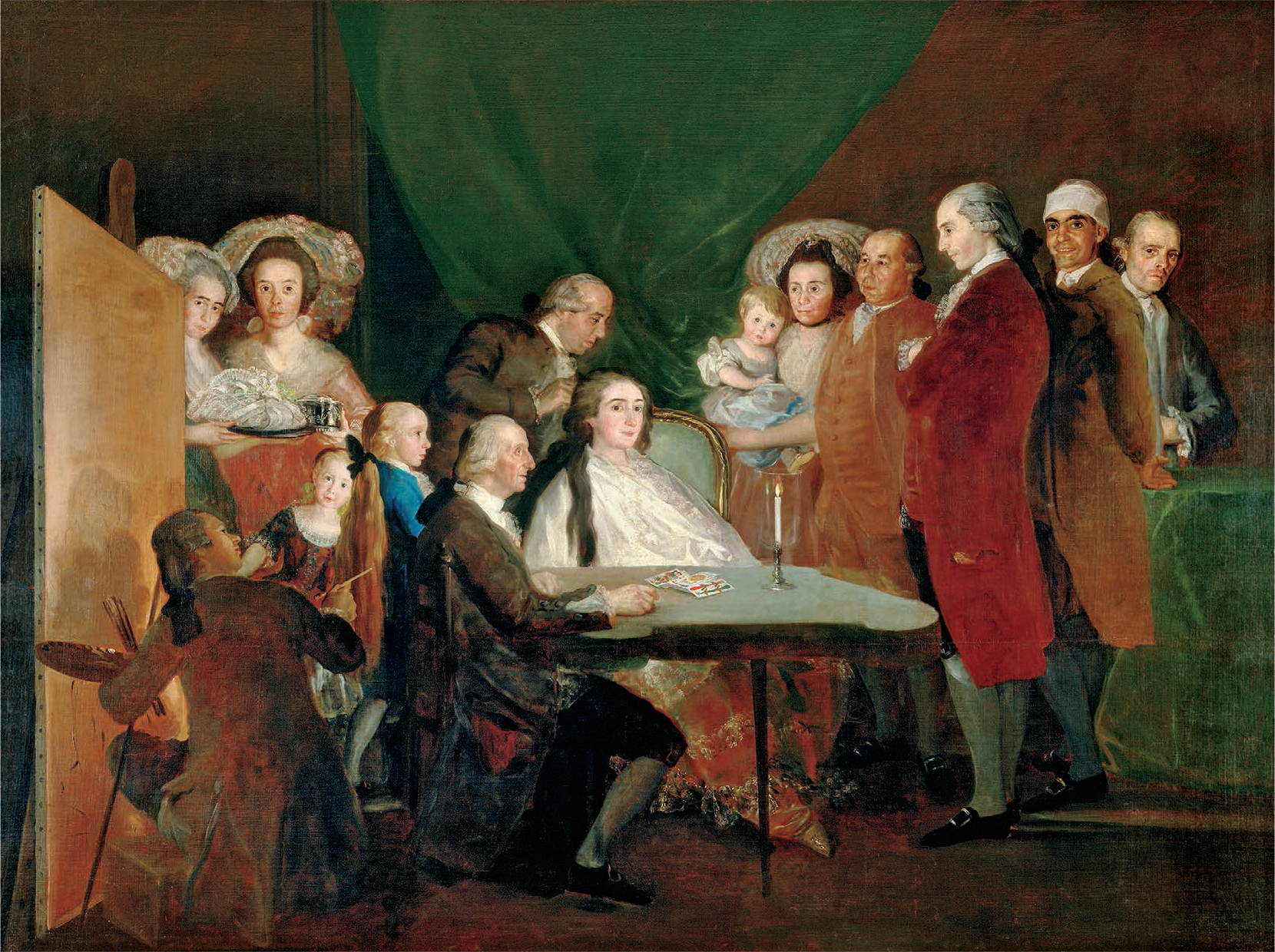
Rodzina infanta don Luisa, przyszła hrabina to dziewczynka stojąca z lewej strony obok malarza, Goya, 1784

Portret hrabiny Chinchón lub Hrabina Chinchón (hiszp. La condesa de Chinchón) – obraz olejny hiszpańskiego malarza Francisca Goi przedstawiający Marię Teresę Burbon y Vallabriga, hrabinę Chinchón. Poruszający portret ciężarnej hrabiny jest uważany za jeden z najlepszych portretów kobiecych malarza. Jest szczytowym przykładem zdolności technicznych Goi oraz psychologicznej percepcji. Portret wyróżnia także strój nierozerwalnie związany z osobowością portretowanej osoby. Obraz, który przez wiele pokoleń należał do spadkobierców hrabiny, obecnie znajduje się w zbiorach Prado.

## Hrabina Chinchón
Maria Teresa Burbon y Vallabriga, hrabina Chinchón i markiza de Boadilla del Monte (1780–1828) była najstarszą córką z morganatycznego małżeństwa infanta Ludwika Antoniego Burbona i Marii Teresy de Vallabrigi y Rozas, córki oficera kawalerii. Skutkiem zawarcia tego związku było wydalenie infanta z dworu przez króla Karola III, jego brata. Infant zmarł, kiedy Maria Teresa miała zaledwie 5 lat, została wtedy odebrana matce i razem z młodszą siostrą wychowana w klasztorze w Toledo. Klasztor opuściła w wieku 17 lat, kiedy nowa para królewska Karol IV i Maria Ludwika Burbon-Parmeńska postanowiła ożenić ją z najbardziej wpływowym człowiekiem na dworze, królewskim faworytem Manuelem Godoyem. Dzięki protekcji królowej kariera Godoya postępowała błyskawicznie od pułkownika gwardii królewskiej do pierwszego ministra sprawującego faktyczną władzę w państwie. Królowa, która być może miała romans z Godoyem, chciała odwrócić uwagę faworyta od jego długoletniej kochanki Pepity Tudó. Dla Godoya małżeństwo z kuzynką króla było wyróżnieniem i awansem społecznym, gdyż oficjalnie stał się członkiem rodziny królewskiej. Hrabina odzyskała liczne przywileje utracone w wyniku wygnania jej ojca, takie jak używanie nazwiska i herbu Burbonów. Stała się najważniejszą damą w państwie po królowej Marii Ludwice.
Wychowana w klasztorze Maria Teresa nie znała życia na królewskim dworze i nie była przygotowana do jego intryg. Początkowo była w związku z Godoyem szczęśliwa, o czym zapewniała w swojej korespondencji z królową, jednak z czasem nie mogła znieść ubliżających jej licznych zdrad, z którymi się nie ukrywał. Godoy, zmuszony do małżeństwa przez królową, nie odnosił się do żony z szacunkiem. Hiszpański polityk i człowiek oświecenia Gaspar Melchor de Jovellanos dał wyraz swojemu zgorszeniu, kiedy zaproszony przez Godoya na kolację zobaczył go siedzącego przy stole z żoną po jednej stronie i kochanką Pepitą Tudó po drugiej. Para doczekała się jednego dziecka, córki Carloty. W 1808 roku w czasie zamieszek w Aranjuez rozjuszony tłum wdarł się do pałacu Godoya w poszukiwaniu znienawidzonego polityka. Hrabina razem z córką ukryła się i błagała, aby ich nie skrzywdzono. Przez hiszpańskie społeczeństwo była postrzegana jako jedna z ofiar Godoya i nazywana „gołębicą”, dlatego atakujący odprowadzili ją do królewskiego pałacu. Wydarzenia z Aranjuez oznaczały polityczny upadek Godoya, który wyemigrował do Francji. Maria Teresa odmówiła wyjazdu z mężem i schroniła się u swojego brata w Toledo. Została w Hiszpanii do końca wojny niepodległościowej, jednak po powrocie Ferdynanda VII do kraju i przywróceniu monarchii absolutnej wyjechała do Francji. Zmarła w 1828 roku w Paryżu. Po jej śmierci Godoy ożenił się z Pepitą Tudó.

## Okoliczności powstania
Rodzice hrabiny byli mecenasami sztuki; skupiali wokół siebie wielu utalentowanych malarzy, pisarzy i muzyków. Dla Goi byli pierwszymi patronami, ich uznanie dla pracy malarza istotnie wpłynęło na jego karierę jako portrecisty. W latach 1783–1784 będąc gościem infanta w Arenas de San Pedro, Goya wykonał dla nich wiele dzieł; m.in. zbiorowy portret Rodzina infanta don Luisa, na którym hrabina to dziewczynka przyglądająca się pracy malarza. Goya sportretował też kilkuletnią Marię Teresę w szykownym stroju małej damy i prawdopodobnie także z okazji jej ślubu.
Goya ponownie miał okazję sportretować hrabinę, tym razem jako dorosłą, zamężną kobietę spodziewającą się dziecka. Według zachowanej korespondencji królowej Marii Ludwiki i Godoya obraz został namalowany między 22 a 24 kwietnia 1800 roku w Madrycie. Portret powstał na zamówienie Godoya, dla którego Goya namalował liczne obrazy. W tym roku Maria Teresa nie nosiła jeszcze tytułu hrabiny Chinchón, który przejęła po starszym bracie Ludwiku Marii w 1803 roku, gdy ten został kardynałem.

## Opis obrazu
Przedstawiona na obrazie hrabina ma 21 lat, od trzech lat jest żoną Godoya i spodziewa się ich jedynego dziecka, córki Carloty. Siedzi na pozłacanym krześle wykonanym w stylu Karola IV. Włosy ma zebrane w biały czepek zawiązany pod brodą i ozdobiony niebieską wstążką zawiązaną na kokardę. Czoło przykrywają gęste, jasne loki, a we włosach ma upiętą ozdobę z zielonymi piórkami, niebieską wstążką i kłosami zboża (w owym czasie modne były ozdoby z kwiatów i owoców), nawiązującą do rzymskiej bogini Ceres i symbolizującą płodność. Ubrana jest w elegancką suknię typu chemise z jasnej gazy ze wzorem w drobne kwiaty i niebieskim ozdobnikiem powtarzającym się na rękawach, w talii i na rąbku sukni. Niebieskie hafty symbolizują niewinność i cnotliwość. Być może wybór koloru niebieskiego i białego był celowy, gdyż są to barwy szarfy Orderu Karola III (wuja hrabiny), którego członkiem byli jej ojciec i mąż. Odsłonięte ręce są efektem kuriozalnego dekretu Marii Ludwiki, która zakazała damom noszenia rękawiczek na dworze. Niezbyt piękna królowa uważała ręce za swój największy atut i chciała, aby każdy mógł się o tym przekonać. Hrabina nosi też dwie złote bransolety, które według Manueli Meny sprawiają wrażenie ucisku, niczym kajdany przykuwające ją do krzesła. Na jej palcach widać dwa pierścienie – mniejszy z połyskującym diamentem i większy prawdopodobnie z miniaturową podobizną Godoya, udekorowanego niebieską wstęgą Orderu Karola III. Umieszczony w ten sposób wizerunek Godoya symbolizuje wierność mężowi. Klejnot może też przedstawiać jej ojca, podkreślając w ten sposób królewski rodowód.
Goya przedstawił Marię Teresę w całej postaci, na ciemnym, jednolitym tle w pustym pomieszczeniu, gdzie jedynym punktem odniesienia w przestrzeni jest krzesło. Podkreślił w ten sposób jej samotność i rezygnację. Stworzył atmosferę, w której wyczuwalna jest izolacja przedstawionej postaci, jej wrażliwość i kruchość, być może malarz chciał oddzielić ją od okrutnego świata dworskich intryg. Sposób przedstawienia postaci na jednolitym, ciemnym tle jest inspirowany portretami Velázqueza, jednak rozlewający się za postacią cień wzbudza niepokój. Jednocześnie malarz skierował na jej postać ciepłe światło, intensywnie rozjaśnione na dyskretnie zaznaczonym zaokrąglonym brzuchu. Kręcone, jasne włosy hrabiny okalają nieco dziecinną twarz, na której maluje się zamyślenie i smutek. Nieśmiało odwraca ona wzrok unikając kontaktu z widzem, a ręce trzyma złożone na brzuchu w niemal obronnym geście. Sposób, w jaki Goya przedstawił młodą hrabinę, pozwala sądzić, że był dla niej pełen uwielbienia i współczucia. Wyraża zrozumienie dla jej sytuacji i podziw dla godności, którą zachowała. Możliwe, że hrabina spogląda na swojego męża, według współczesnego Goi rytownika Pedra Gonzáleza de Sepúlvedy istniał pendant do tego obrazu przedstawiający Godoya. Według Natashy Seseñi pendantem jest namalowany w zbliżonym czasie portret Kardynał Ludwik Maria Burbon y Vallabriga przedstawiający jej brata.
Shelburne Museum ma w zbiorach kopię tego obrazu w półpostaci, wykonaną przez Agustína Esteve, autora licznych kopii obrazów Goi.

## Technika
Obraz ten stanowi wyraźne zerwanie ze stylem licznych kobiecych portretów namalowanych przez Goyę w latach 90. XVIII wieku, na których kobiety pojawiają się na świeżym powietrzu, ubrane na czarno, pewnie spoglądające na widza (np. Portret Mariany Waldstein, markizy de Santa Cruz). Według historyka sztuki José Rogelia Buendíi portret jest przejawem szczytu możliwości artysty jako portrecisty kobiet, efektem długiej i żmudnej pracy nad własnym warsztatem twórczym. Łączy w sobie doświadczenie w dokładnym rysunku zebrane przy pracy nad grafikami z serii Kaprysy oraz swobodne pociągnięcia pędzla, które stosował malując freski w madryckim Kościele San Antonio de la Florida.
Portret został namalowany bardzo szybko i bez większych poprawek, sądząc po technice wykonania widocznej na zdjęciu rentgenowskim. Technika jest zbliżona do powstałego w tym samym roku zbiorowego portretu Rodzina Karola IV. Kompozycja jest harmonijna, oparta na zachodzących na siebie figurach geometrycznych, których linie wyznaczają między innymi załamania materiału sukni. Miękkie i dokładne pociągnięcia pędzlem zostały zastosowane do namalowania delikatnej twarzy. Zdecydowane pociągnięcie pędzla z duża ilością farby zaznacza m.in. połysk diamentowego pierścienia i wstążkę czepka, a lekka gaza sukni została oddana niemal w impresjonistyczny sposób. Gdzieniegdzie prześwituje różowany podkład. Gama ciepłych kolorów użytych przez Goyę nadaje sylwetce delikatność i elegancję.
Obraz wyróżnia się nie tylko pod względem technicznych osiągnięć malarza, jest także dowodem na zdolność przedstawiania portretu psychologicznego malowanych postaci. Malując portret młodej hrabiny, Goya wykazał się niezwykłą wrażliwością, tworząc wyjątkowo intymny i nieco melancholijny kobiecy wizerunek.

## Radiografia

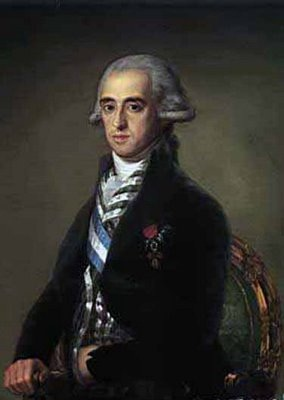
Portret José Alvareza de Toledo y Gonzaga, markiza de Villafranca, Goya, 1795. Podobny wizerunek markiza, który powstał na tym samym płótnie co Portret hrabiny Chinchón, został przez artystę zamalowany

Badanie radiograficzne obrazu wykonane w 2004 roku wykazało, że Goya dwukrotnie użył tego samego płótna, zanim powstała na nim podobizna hrabiny. Wcześniej namalował na nim dwa męskie portrety, oba całkowicie skończone. Wszystkie portrety powstały jeden na drugim, ale przed namalowaniem portretu hrabiny Goya obrócił płótno w pionie. Najstarsze dzieło przedstawiało wizerunek udekorowanego Orderem Maltańskim młodzieńca, którego zidentyfikowano jako José Alvareza de Toledo y Gonzaga, markiza de Villafranca. Ukryty pod warstwą farby portret markiza odpowiada dziełu wykonanemu przez Goyę w 1795 roku, które obecnie znajduje się w Art Institute of Chicago. Drugi odkryty portret przedstawia stojącego Godoya, męża hrabiny.
Oba portrety zostały zamalowane warstwą beżoworóżowej farby. Powtórne wykorzystywanie płócien było częstym zabiegiem wiążącym się z wysokim kosztem materiałów malarskich (płótno użyte do wykonania tego portretu było bardzo wysokiej jakości). Podobny los spotkał inny portret wykonany przez Goyę, który odkryto pod Portretem Josefy Bayeu.

## Proweniencja
Portret, który należał do Manuela Godoya, został skonfiskowany w wyniku zamieszek w Aranjuez i przekazany Królewskiej Akademii Sztuk Pięknych św. Ferdynanda. Zarekwirowana kolekcja sztuki została później zwrócona hrabinie. Następnie portret należał do książąt de Sueca, potomków hrabiny. Przez wiele lat znajdował się w jej rodzinnym Pałacu w Boadilla del Monte. W 2000 roku został kupiony przez rząd hiszpański od braci Ruspoli Morenés za 24 miliony euro z przeznaczeniem do Muzeum Prado. Muzeum interesowało się portretem już od czasów hiszpańskiej wojny domowej. W czasie tego konfliktu obraz był przechowywany (i wystawiany) w Genewie, razem z wieloma dziełami muzeum, które specjalnym transportem wysłano do Szwajcarii, aby uchronić je przed wojennym zagrożeniem. Okazało się to dobrą decyzją, gdyż dom książąt de Sueca, w którym wisiał portret hrabiny, został w czasie wojny zniszczony ostrzałem z haubicy.
Obraz doczekał się wielu intratnych ofert kupna. Przyciągnął uwagę znanego ormiańskiego kolekcjonera sztuki Calouste Gulbenkiana, późniejszego fundatora Muzeum Calouste Gulbenkiana. Kupował on wiele dzieł sztuki w trudnym dla Hiszpanów okresie po zakończeniu wojny domowej. Kiedy po raz pierwszy zobaczył portret hrabiny w 1942 roku, uznał go za najlepsze dzieło Goi i bezskutecznie próbował nabyć przez następne 10 lat. Nie mógł uzyskać licencji na eksport dzieła, gdyż zgodnie z hiszpańskim prawem ten obraz nie mógł opuścić kraju ze względu na swój status dziedzictwa kulturowego (hiszp. BIC – Bien de Interés Cultural). Gulbenkian ostatecznie porzucił próby kupna, kiedy dowiedział się, że obraz chce nabyć hiszpański rząd (z przeznaczeniem do Muzeum Prado), a rodzina de Sueca potwierdziła, że nie zamierza sprzedać obrazu do zagranicznej kolekcji. Z korespondencji Gulbenkiana z jego przedstawicielem sir Kennethem Clarkiem wiadomo, że w 1946 roku rodzina de Sueca zleciła wykonanie wiernej kopii obrazu, którą mieli zatrzymać w przypadku jego sprzedaży. W tym samym roku obraz został oczyszczony i poddany konserwacji przez malarza Ignacia Zuloagę.
W 1949 roku portret hrabiny miał kilku współwłaścicieli, oprócz rodziny de Sueca należał także do markizy de Acapulco i markizy de Pontejos. W tym samym roku ojciec markizy de Pontejos zaproponował National Gallery of Art w Waszyngtonie sprzedaż obrazu za cenę 400 000 dolarów. Była to kwota wielokrotnie wyższa niż ta, którą negocjował Gulbenkian. Transakcja nie miała jednak szans powodzenia ze względu na ciągły brak licencji na eksport dzieła. Pomimo braku licencji na eksport amerykańskie J. Paul Getty Museum oferowało w latach 80. XX wieku 6 miliardów peset za portret hrabiny. W latach 90. pojawiły się również oferty od Królewskiej Akademii Sztuk Pięknych św. Ferdynanda w Madrycie oraz banku IberCaja, działającego w imieniu Muzeum Camón Aznar w Saragossie.
Ostatecznie w 1999 roku właściciele obrazu sfinalizowali umowę sprzedaży z prywatnym kolekcjonerem Juanem Abelló. Jednakże rząd hiszpański skorzystał ze swojego prawa pierwszeństwa zakupu (przysługującego dziełom o statusie dziedzictwa kulturowego) pod warunkiem zaproponowania takiej samej ceny. W ten sposób portret został sprzedany państwu i trafił do zbiorów Prado w 2000 roku. Zakup obrazu został po części sfinansowany z olbrzymiej spuścizny Manuela de Villaescusy Ferrera, która według jego testamentu stała się własnością Prado i miała służyć poszerzaniu zbiorów muzeum.